# Нґі Тхо Хань
Нґі Тхо Хань (нар. 1976 р.) — виконавчий директор і засновниця Зеленого інноваційного центру та розвитку (GreenID) у В’єтнамі. Хань також є координаторкою адвокації для В'єтнамської річкової мережі (VRN).

## Біографія
Хань народилася в 1976 році в Бак Ам, селі в провінції Бак Гіанг. Хань закінчила Інститут міжнародних відносин (Học viện Quan hệ Quốc tế) у Ханої. З 2008 року вона була координаторкою адвокаційних зусиль В'єтнамської річкової мережі (VRN), де спочатку працювала над обмеженням забруднення води від гірничодобувної діяльності, а потім розширила акцент, включивши інші джерела забруднення та стратегічну енергетичну політику. Хань була офіційною спостерігачкою від В'єтнаму на Конференції ООН зі зміни клімату 2015 року.
У 2018 році Хань отримала екологічну премію Goldman за роботу з в'єтнамськими урядовими установами, які розробляють довгострокові стратегії сталої енергетики, які зменшують залежність від вугілля.
9 лютого 2022 року Народне управління громадської безпеки В'єтнаму в Ханої видало рішення про притягнення до кримінальної відповідальності та арешт Ханя за звинуваченням в ухиленні від сплати податків за статтею 200 Кримінального кодексу В'єтнаму. Після судового розгляду в Народному суді Ханоя 17 червня Хан був засуджений до двох років ув'язнення. До того, як його заарештували і засудили до тюремного ув'язнення, Хан виступав проти плану розширення вугільної енергетики у В'єтнамі. Переслідування Хань, як і інших кліматичних активістів, викликало сумніви щодо прихильності уряду прем'єр-міністра Фам Мінь Чіня до скорочення використання вугілля. Арешт її та інших активістів також ризикував зірвати угоду, спрямовану на відмову дев'ятої за величиною країни-споживача вугілля від його використання.